# Турковский, Василий Петрович
Василий Петрович Турковский (23 января 1909 — 1 ноября 1944) — украинский военный и политический деятель, окружной проводник ОУН Тернопольщины, референт пропаганды краевой экзекутивы ОУН ЗУЗ, заместитель референта Службы Безопасности Провода ОУН.

## Биография
Родился 23 января 1909 года в селе Окно (теперь в Тернопольской области).
Учился на юридическом факультете Львовского университета, был членом «Пласта».
Член УВО, впоследствии ОУН. Неоднократно арестовывался польскими властями.
В 1929 году окружной проводник ОУН Тернопольщины, в течение 1936—1939 референт пропаганды краевой экзекутивы ОУН ЗУЗ. В 1940—1941 находился в Кракове, член Революционного Провода ОУН. Участник 2-го Большого Сбора ОУНР.
В течение 1941—1944 занимал должность заместителя референта Службы Безопасности Провода ОУН, участник 3-го Чрезвычайного Великого Сбора ОУНР.
Погиб 1 ноября 1944 возле села Грабовка во время массированной атаки войск НКВД. В этом бою также погибли известные деятели СБ ОУН Тимофей Галив-«Скалюк», Мирон Голояд-«Влодко» и сотенный УПА Иван Гонта-«Гамалия».
4 ноября 1944 полковник УПА Василий Андрусяк-«Резун» со своим отделом тайно похоронил погибших, а 13 октября 1990 останки погибших были торжественно перезахоронены на сельском кладбище.